# Strzelectwo na Igrzyskach Europejskich 2019
Zawody strzeleckie podczas Igrzysk Europejskich w 2019 w Mińsku odbyły się między 22 a 28 czerwca 2019 roku. 
Łącznie rozegrano 19 konkurencji. Zwycięzca w każdej z 12 indywidualnych konkurencji strzeleckich zapewnił sobie miejsce na Letnich Igrzyskach Olimpijskich 2020.  

## Medaliści i medalistki

### Konkurencje męskie
| Konkurencja                            | Złoto              | Srebro               | Brąz               |
| -------------------------------------- | ------------------ | -------------------- | ------------------ |
| Karabin pneumatyczny z 10 metrów       | Siergiej Richter   | Siergiej Kamienski   | Filip Nepejchal    |
| Karabin w trzech pozycjach z 50 metrów | Siergiej Kamienski | Juryj Szczerbacewicz | István Péni        |
| Pistolet pneumatyczny z 10 metrów      | Artem Czernusow    | Ołeh Omelczuk        | Lauris Strautmanis |
| Pistolet szybkostrzelny z 25 metrów    | Oliver Geis        | Jean Quiquampoix     | Clément Bessaguet  |
| Trap                                   | David Kostelecký   | Valerio Grazini      | Aaron Heading      |
| Skeet                                  | Stefan Nilsson     | Tomáš Nýdrle         | Gabriele Rossetti  |

### Konkurencje kobiece
| Konkurencja                            | Złoto                | Srebro                | Brąz              |
| -------------------------------------- | -------------------- | --------------------- | ----------------- |
| Karabin pneumatyczny z 10 metrów       | Laura-Georgeta Coman | Nina Christen         | Nikola Mazurová   |
| Karabin w trzech pozycjach z 50 metrów | Julia Zykowa         | Nikola Mazurová       | Polina Choroszewa |
| Pistolet pneumatyczny z 10 metrów      | Zorana Arunović      | Anna Korakaki         | Antoaneta Bonewa  |
| Pistolet z 25 metrów                   | Anna Korakaki        | Heidi Diethelm Gerber | Antoaneta Bonewa  |
| Trap                                   | Silvana Stanco       | Jessica Rossi         | Fátima Gálvez     |
| Skeet                                  | Diana Bacosi         | Lucie Anastassiou     | Chiara Cainero    |

### Konkurencje drużynowe mieszane
| Konkurencja                       | Złoto      | Srebro  | Brąz    |
| --------------------------------- | ---------- | ------- | ------- |
| Karabin pneumatyczny z 10 metrów  | Rosja      | Rosja   | Czechy  |
| Karabin leżąc z 50 metrów         | Szwajcaria | Austria | Rosja   |
| Pistolet pneumatyczny z 10 metrów | Rosja      | Serbia  | Niemcy  |
| Pistolet z 25 metrów              | Niemcy     | Niemcy  | Ukraina |
| Pistolet z 50 metrów              | Rosja      | Łotwa   | Gruzja  |
| Trap                              | Hiszpania  | Włochy  | Rosja   |
| Skeet                             | Włochy     | Włochy  | Czechy  |